# Mỹ Tài
Mỹ Tài là một xã thuộc huyện Phù Mỹ, tỉnh Bình Định, Việt Nam.

## Địa lý
Xã Mỹ Tài có diện tích 28,09 km², dân số năm 1999 là 11.629 người, mật độ dân số đạt 414 người/km².

## Hành chính
Xã Mỹ Tài được chia thành 12 thôn: Kiên Phú, Mỹ Hội 1, Mỹ Hội 2, Mỹ Hội 3, Vĩnh Lý, Vĩnh Nhơn, Vĩnh Phú 3, Vĩnh Phú 7, Vĩnh Phú 8, Vạn Ninh 1, Vạn Ninh 2, Vạn Thái.